# Siepi e Canali di Resega - Foresto
Le Siepi e Canali di Resega - Foresto è una zona di protezione speciale della Rete Natura 2000 situata nel comune di Novi di Modena, nella parte settentrionale della provincia di Modena.

## Descrizione e caratteristiche
Il sito è localizzato nella bassa pianura modenese a ridosso del confine regionale con la Lombardia e di quello provinciale con Reggio Emilia. Si tratta di un'area agricola scarsamente urbanizzata e caratterizzata dalla presenza di ampi canali (Collettore Acque Basse Reggiane e Fossa Raso) e di un esteso complesso di siepi alberate. È una delle aree della bassa pianura emiliana con la maggiore densità e superficie di siepi e con specie ornitiche tipiche di questi ambienti.

## Fauna
Il mosaico di ambienti e la particolare ricchezza di situazioni ecotonali favorisce la presenza nel sito di una ricca avifauna che conta numerose specie delle zone umide, degli ambienti di macchia e delle zone coltivate estensivamente. Sono state segnalate almeno 12 specie di interesse comunitario, tre delle quali regolarmente nidificanti (Tarabusino, Martin pescatore, Averla piccola). Tra le specie nidificanti rare e/o minacciate a livello regionale figurano Gheppio, Upupa e Torcicollo. Inoltre è un'importante area di sosta e di alimentazione al di fuori del periodo riproduttivo per numerose specie.
Riguardo agli anfibi, degna di nota per la sua abbondanza è la popolazione di Raganella Hyla intermedia.

## Flora
Tre habitat di interesse comunitario coprono il 12% circa di questo sito planiziale prevalentemente agricolo. Prevalgono habitat con formazioni arboree planiziali a farnia ed alcuni margini elofitici con canneti e magnocariceti. Formazioni ripariali a pioppeto-saliceti e margini di prateria asciutta, in probabile sottostima e in una certa qual evoluzione, completano un quadro di rilievo naturale nel contesto depauperato della pianura circostante. Meritano conferme le segnalazioni di Campanellino maggiore e di Ninfea gialla (Nannufaro), che oltre che di rilievo in sé, dimostrano tendenze verso habitat acquatici più ricchi come il 3150 a vegetazione galleggiante.